# Vincent Coulibaly

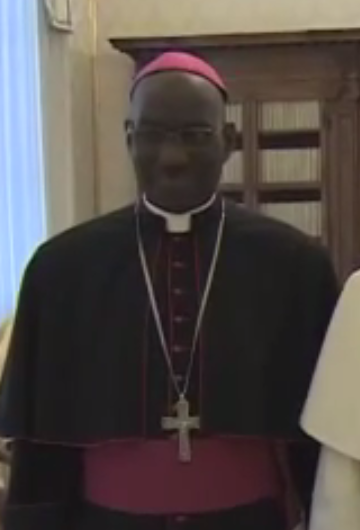
Vincent Coulibaly (2014)

Vincent Coulibaly (* 16. März 1953 in Kéniéran) ist ein guineischer römisch-katholischer Geistlicher und Erzbischof von Conakry.

## Leben
Vincent Coulibaly trat 1969 ins Priesterseminar ein und empfing am 9. Mai 1981 das Sakrament der Priesterweihe. Im Bistum Kankan wirkte er zunächst bis 1989 als Gemeindepfarrer, ehe er Lehrer am dortigen Knabenseminar Jean XXIII wurde, an dem er selbst studiert hatte. 1990 stieg Coulibaly schließlich zum Regens des Seminars Jean XXIII auf.
Am 17. November 1993 ernannte ihn Papst Johannes Paul II. zum Bischof von Kankan. Der Erzbischof von Conakry, Robert Sarah, spendete ihm am 12. Februar 1994 die Bischofsweihe; Mitkonsekratoren waren der Bischof von Nzérékoré, Philippe Kourouma, und der Bischof von Ségou, Mori Julien-Marie Sidibé. Johannes Paul II. bestellte ihn am 6. Mai 2003 zum Erzbischof von Conakry.